# Armoiries de la Nouvelle-Écosse
Les armoiries de la province de la Nouvelle-Écosse sont les plus anciennes du Canada.

## Histoire
Elles ont été cédées en 1625 par le roi Charles Ier d'Angleterre à la première colonie écossaise sur le sol canadien. Ces armes ont également été portées par les Baronnets de la Nouvelle-Écosse, un ordre chevaleresque.
Elles ont été abandonnées lorsque la Nouvelle-Écosse a rejoint la Confédération en 1867, mais rétablies en 1929. 

### Anciennes armes

Ancienne armes de la Nouvelle-Écosse entre 1868 et 1929

Avant 1929, la Nouvelle-Écosse avait reçu des armoiries, comme 4 autres provinces.  Elles se blasonnaient comme ceci :Or à la fasce ondée d'azur chargé d'un saumon et accompagné de trois chardons tigés et feuillés, le tout au naturel.  Ces armes avaient remplacé les précédentes en 1868, les anciennes étant tombées dans l'oubli.  Ce n'est qu'en 1921, lors du 300e anniversaire de la charte qui créa la Nouvelle-Écosse, que les historiens et les érudits ont convaincu le gouvernement de restaurer les anciennes armes.

## Description
Les armes sont décrites comme étant d'argent au sautoir d'azur, sur le tout d'or au lion de gueules armé et lampassé d'azur au double trescheur fleuronné et contre-fleuronné du même.
L'écu est composé d'une croix de saint André bleue sur un champ blanc, simple inversion du drapeau écossais. Il est également chargé des armoiries de l'Écosse, posées sur le tout.
La crête est composée de deux mains, l'une vêtue d'une armure, et l'autre nue, tenant un chardon, emblème de l'Écosse, ainsi qu'un laurier.
Elle fait référence à la devise qui surmonte le tout, qui se lit « Munit haec et altera vincit » (Une main défend et l'autre conquiert).
Les supports sont une licorne, provenant des armes royales de l'Écosse et maintenant reprise par la monarchie britannique, et un membre de la Première Nation Micmac (autochtones de la Nouvelle-Écosse), blasonné comme un « sauvage » dans le langage héraldique du XVIIe siècle. Ce sujet tient un flèche dont la pointe est tournée vers le bas en signe de non-belligérance.